# 班傑明·芬克爾
班傑明·芬克爾（英語：Benjamin Finkel，1865年-1947年）是美國數學家和教育家，創辦了《美國數學月刊》。在北俄亥俄州大學取得理學士（1888年）和文學碩士學位（1891年）。1865年成為德魯瑞學院的數學和物理教授。